# Mordserie von Truro
Als Mordserie von Truro wird eine Serie von Morden bezeichnet, die innerhalb von zwei Monaten zwischen Dezember 1976 und Februar 1977 an sieben Frauen in Südaustralien begangen wurden. Die ersten Leichen wurden in der Nähe des Ortes Truro, 70 Kilometer nordöstlich von Adelaide entdeckt, was der Mordserie den Namen gab.
Als Täter wurden Christopher Robin Worrell und James William Miller ermittelt. Worrell kam bei einem Autounfall ums Leben, noch bevor er angeklagt werden konnte, Miller wurde wegen sechs der sieben Taten zu lebenslanger Haft verurteilt. Er starb während seiner Haft 2008 im Alter von 68 Jahren.

## Hintergrund
Am 20. April 1978 fand ein Pilzsammler in einem Gebüsch in der Nähe von Truro die Reste einer Frauenleiche. Die Ermittler identifizierten die Leiche später als die der 18-jährigen Veronica Knight aus Adelaide, die zwei Tage vor Weihnachten 1976 spurlos verschwunden war. Da an der teilweise skelettierten Leiche keine Spuren eines Gewaltverbrechens gefunden werden konnten, gingen die Ermittler zunächst von einem Unglücksfall aus. Fast ein Jahr später, am 15. April 1979, fanden die Ermittler nur zwei Kilometer vom ersten Fundort entfernt die Leiche der 16-jährigen Sylvia Pittmann, die zum selben Zeitpunkt wie Knight verschwunden war. Daraufhin wurde eine Suchaktion gestartet, bei der elf Tage später zwei weitere Leichen entdeckt wurden. Es waren die der 16-jährigen Connie Iordanides und der 26-jährigen Vickie Howell.

## Täter
Der zum Tatzeitpunkt 23-jährige Christopher Worrell und der 38-jährige James Miller hatten sich im Gefängnis kennengelernt. Worrell saß eine Haftstrafe wegen Wohnungseinbruchdiebstahl ab, Miller eine Haftstrafe wegen Vergewaltigung. Sie sollen eine homosexuelle Beziehung geführt haben und zogen nach der Entlassung zusammen. Da Worrell jedoch Frauen als Sexualpartnerinnen bevorzugte, fuhren die beiden mit ihrem Fahrzeug durch die Straßen, um Frauen anzusprechen und sie zu einem One-Night-Stand zu überreden. Mit der Zeit fing Worrell jedoch an, Frauen, die sich ihm widersetzten, zu vergewaltigen, und begann letztlich auch, seine Opfer zu töten.
Am 19. Februar 1977 kam es auf dem Rückweg von einem Ausflug mit einer gemeinsamen Bekanntschaft, Deborah Skuse, zu einem Autounfall, wobei sowohl Skuse als auch Worrell ums Leben kamen. Miller, der den Autounfall schwer verletzt überlebte, entwickelte durch den Tod seines Partners eine schwere Depression, verlor sein Zuhause und wurde obdachlos. Als er von Worrells Ex-Freundin erfuhr, dass dieser vor seinem Tod eine Hirnvenenthrombose erlitten hatte, entschied er sich, ihr gegenüber auszupacken. Sie offenbarte diese Informationen aber erst nach einem Fahndungsaufruf in der Zeitung im Mai 1979 der Polizei. Miller wurde daraufhin verhaftet, gestand vollumfänglich und zeigte den Ermittlern, wo die Leichen der drei weiteren Opfer, die bis dato noch nicht gefunden worden waren, vergraben waren: Die der 16-jährigen Juliet Mykyta ebenfalls in Truro, die der 15-jährigen Tania Kenny auf einer Mülldeponie im Adelaider Vorort Wingfield, und die der 20-jährigen Deborah Lamb in Port Gawler nahe Adelaide.
Es wird vermutet, dass es noch viel mehr Morde gegeben hätte, wäre Worrell nicht vorzeitig ums Leben gekommen. Der Fall gilt als eine der schrecklichsten und grausamsten Mordserien Australiens.

## Urteil
Miller gestand zwar seine Tatbeteiligung, gleichzeitig gab er an, keine der Frauen angefasst zu haben. Er wurde dennoch wegen Beihilfe nach australischem Recht in sechs Fällen angeklagt – lediglich im Fall Veronica Knight konnte ihm eine Tatbeteiligung nicht nachgewiesen werden – und am 12. März 1980 zur Höchststrafe von lebenslanger Haft verurteilt. Der Fall löste eine Debatte über die Reichweite der Beihilfe aus.
Miller veröffentlichte während der Haft eine (von einem Ghostwriter verfasste) Autobiografie, in dem er die Mordfälle und seine Beteiligung detailliert beschrieb.
Nach einer Gesetzesänderung erhielt Miller am 8. Februar 2000 die Möglichkeit der vorzeitigen Haftentlassung nach 35 Jahren, also im Jahr 2014. Dazu kam es nicht mehr, da Miller im Alter von 68 Jahren 2008 an den Folgen einer Hepatitis-C-Infektion in der Haft starb.